# Pfarrkirche St. Filippen

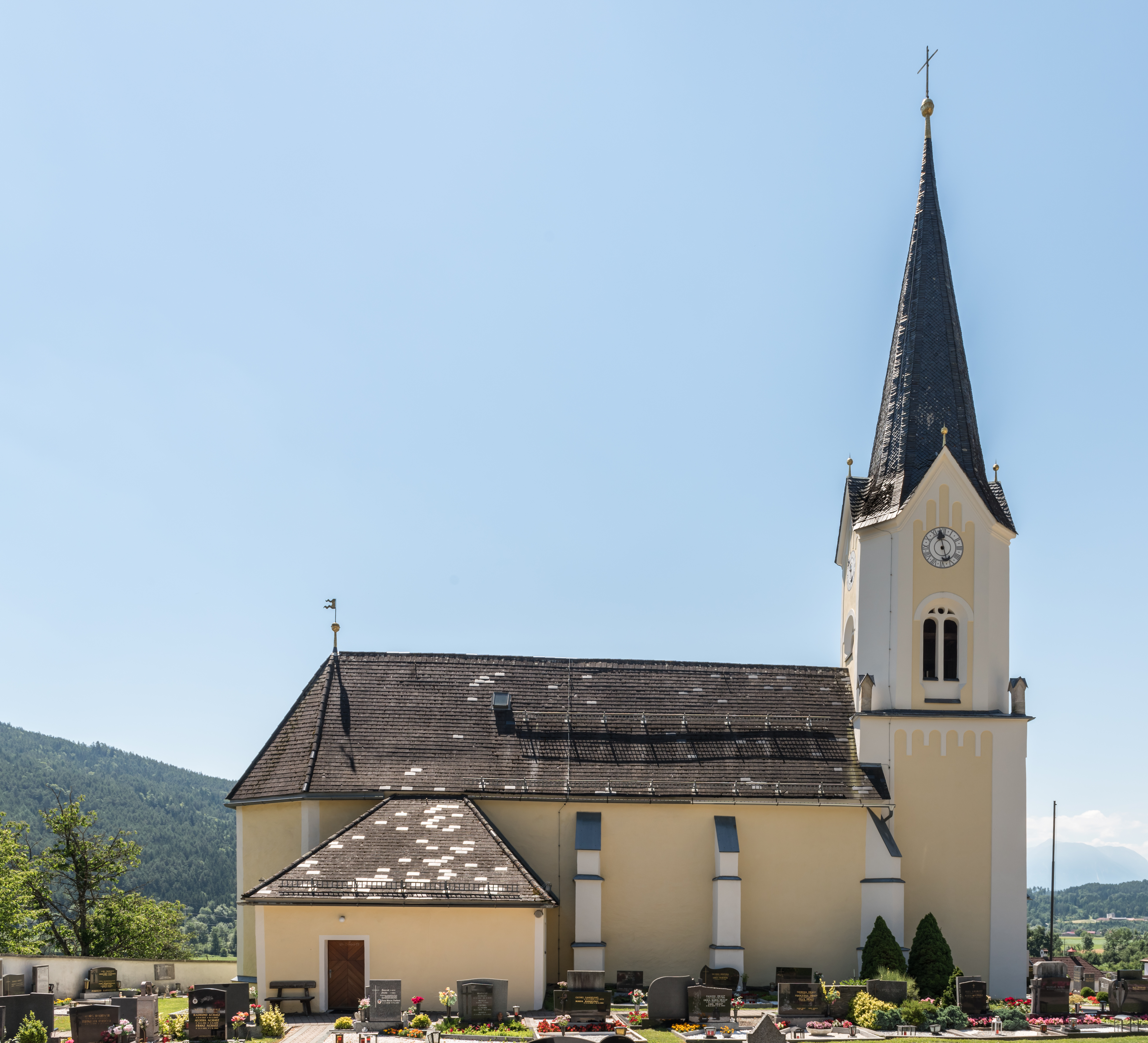
Katholische Pfarrkirche Hll. Philippus und Jakobus in St. Filippen

Die Pfarrkirche St. Filippen steht am Kirchenweg 39 im Ort St. Filippen in der Marktgemeinde Brückl im Bezirk Sankt Veit an der Glan in Kärnten. Die auf den Titel der Heiligen Philippus und Jakobus der Jüngere geweihte römisch-katholische Pfarrkirche gehört zum Dekanat Tainach/Tinje der Diözese Gurk-Klagenfurt. Die Kirche und der Friedhof stehen unter Denkmalschutz (Listeneintrag).

## Geschichte

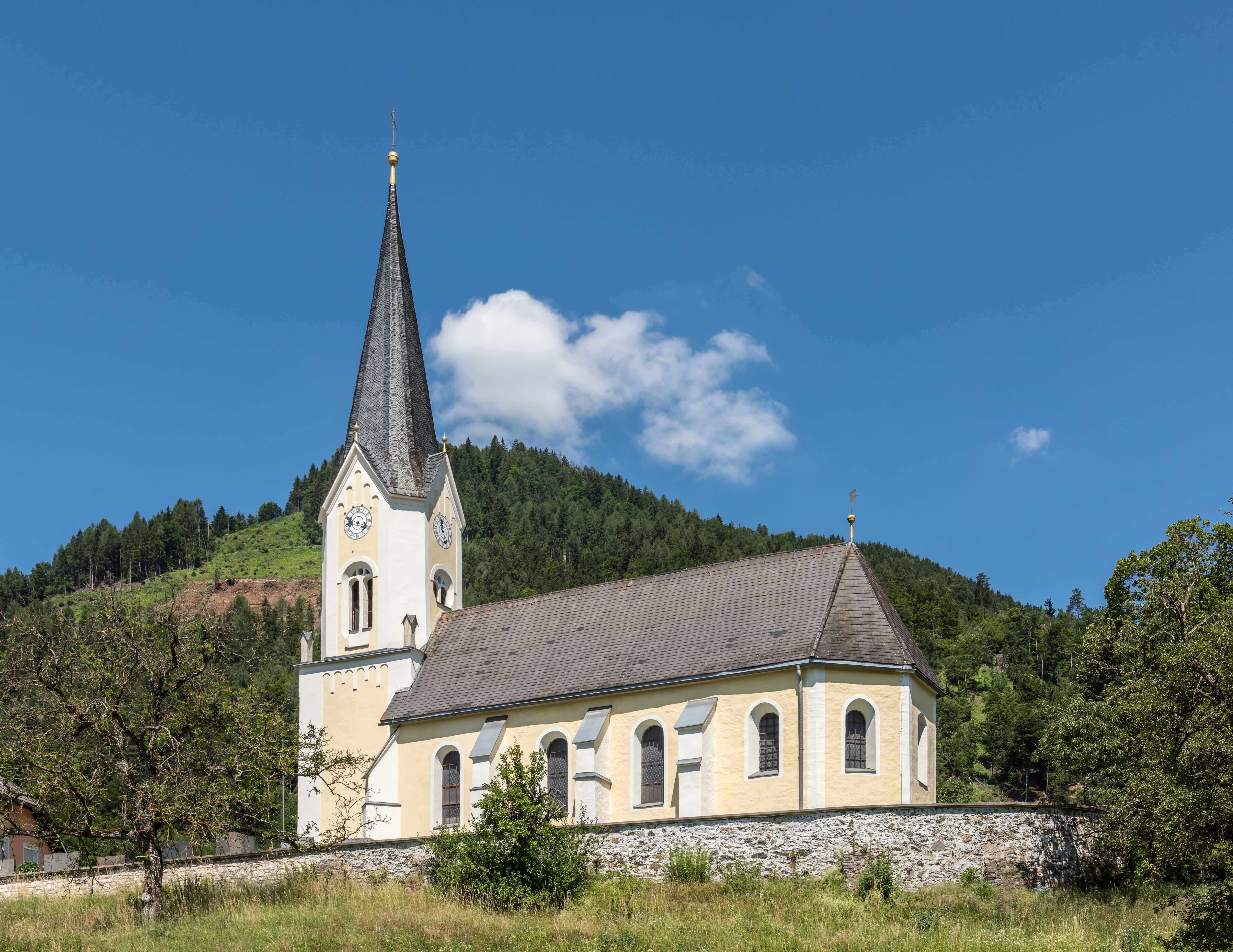
Kirche St. Filippen, Südost-Ansicht

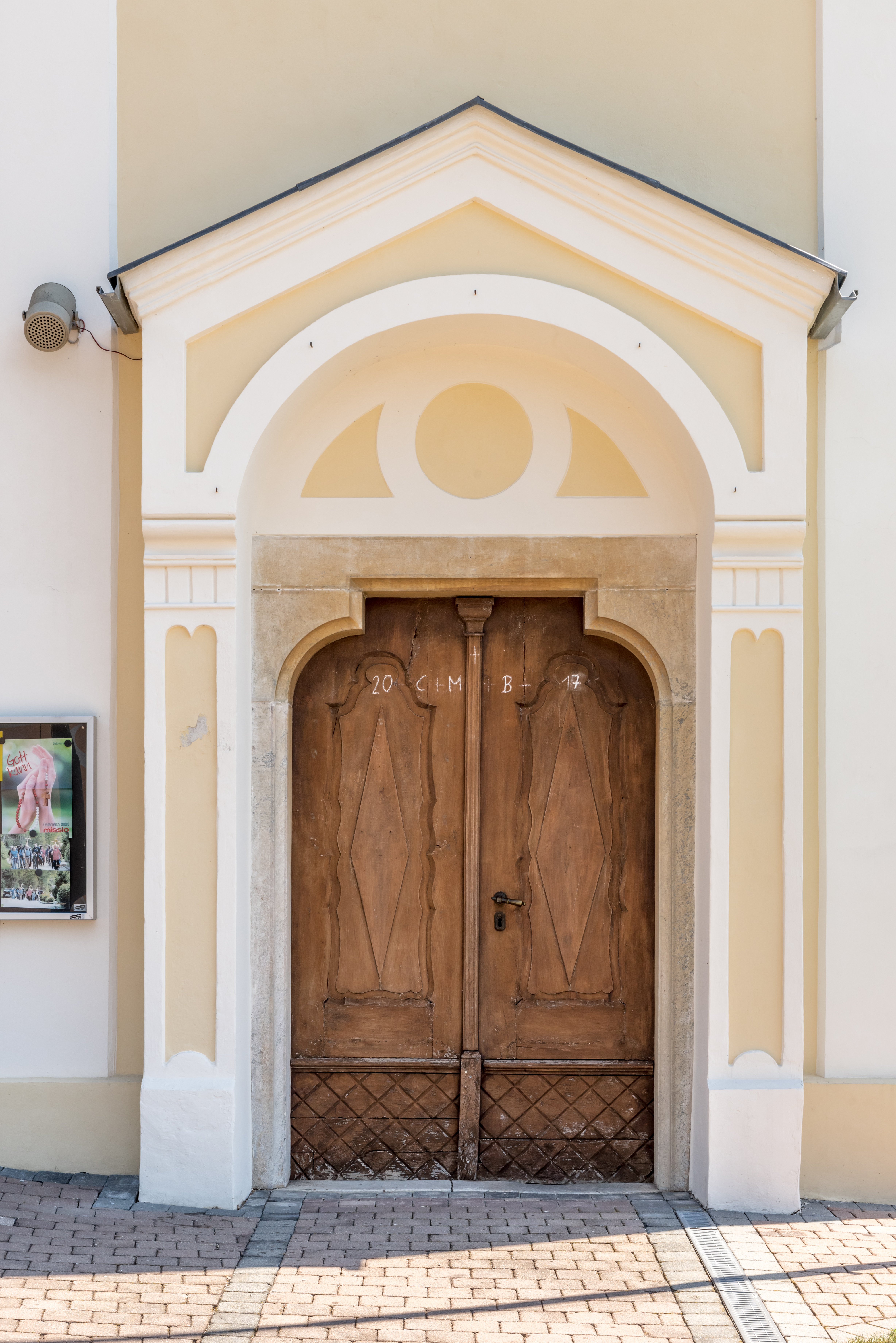
Schulterbogenportal und Haupteingang der Pfarrkirche

Eine Kirche wurde urkundlich von 1096 bis 1105 genannt. 1528 war eine Kirchweihe.

## Architektur
Der spätgotische Kirchenbau aus dem frühen 16. Jahrhundert wurde 1862 erneuert und gleichzeitig mit einem Westturm ergänzt. Der Turm hat ein achteckiges Obergeschoß mit romanisierenden Zwillingsfenstern und einem Blendfries und trägt einen Spitzgiebelhelm. An den Langhausseiten zeigen sich gestufte Strebepfeiler. Der Chor ist mit einem tonnengewölbten Beinhaus unterkellert.
An das dreijochige kreuzgratgewölbte Langhaus mit einem gekehlten spitzbogigen gotischen Triumphbogen schließt ein Chor mit einem Fünfachtelschluss unter einem dekorativen gratigen Schlingengewölbe an. Der nördliche Sakristeianbau aus dem 19. Jahrhundert ist kreuzgratgewölbt.

## Ausstattung
Der barocke Hochaltar mit der Jahresangabe 1735 mit einer vorschwingenden Säulenarchitektur trägt vorzügliche Altarfiguren Philippus, Jakobus der Jüngere, Matthäus (?), Johannes Evangelist, und im Aufsatz Dreifaltigkeit.
Die zwei Seitenaltäre aus 1771/1772 als Marien- und Kreuzaltar schufen der Bildhauer Johann Pacher und der Tischler Leopold Schmidt.
Der gotische Taufstein ist achtseitig.